# Nordausques
Nordausques (flämisch: Noord-Elseke) ist eine Gemeinde im Norden Frankreichs mit 1.293 Einwohnern (Stand: 1. Januar 2022). Sie gehört zur Region Hauts-de-France, zum Département Nord, zum Arrondissement Saint-Omer und zum Kanton Saint-Omer (bis 2015: Kanton Ardres). 

## Geographie
Nordausques liegt etwa sechs Kilometer nordwestlich von Saint-Omer und grenzt an Recques-sur-Hem im Norden, Muncq-Nieurlet im Nordosten, Bayenghem-lès-Éperlecques im Osten und Südosten, Nort-Leulinghem im Süden, Tournehem-sur-la-Hem im Westen und Südwesten sowie Zouafques im Nordwesten. Die Gemeinde gehört zum Regionalen Naturpark Caps et Marais d’Opale.
Durch die Gemeinde führt die Autoroute A26.

## Bevölkerungsentwicklung
| Jahr                      | 1962 | 1968 | 1975 | 1982 | 1990 | 1999 | 2006 | 2013 |
| ------------------------- | ---- | ---- | ---- | ---- | ---- | ---- | ---- | ---- |
| Einwohner                 | 439  | 434  | 514  | 527  | 588  | 633  | 811  | 1112 |
| Quelle: Cassini und INSEE |      |      |      |      |      |      |      |      |

## Sehenswürdigkeiten
- Kirche Saint-Martin von 1883
- Kapelle Notre-Dame-des-Miracles, um 1850 erbaut
- Herrenhaus von Welle aus dem 16. Jahrhundert

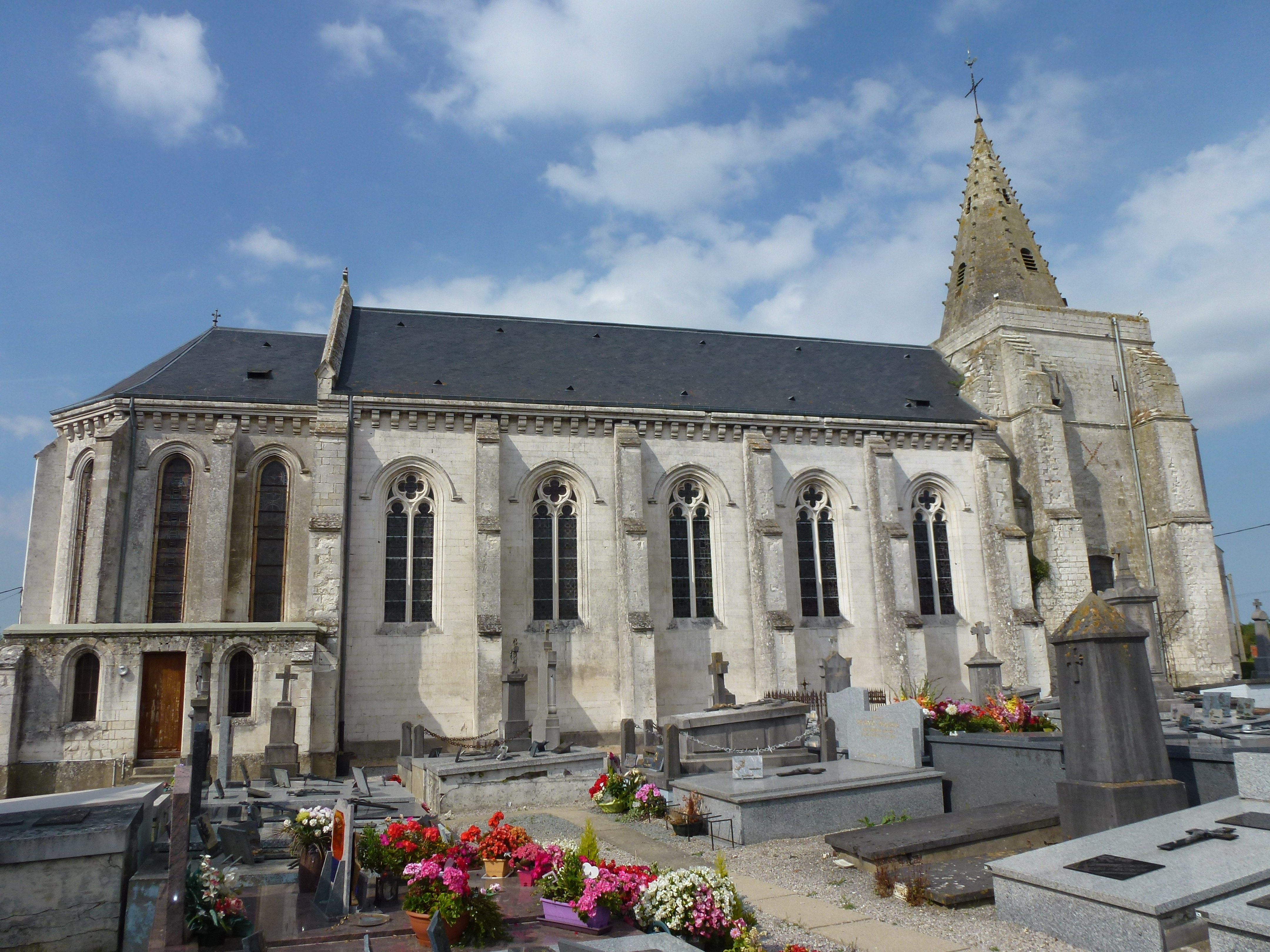
Kirche Saint-Martin

- Alte Mühle